# 세계 다운증후군의 날

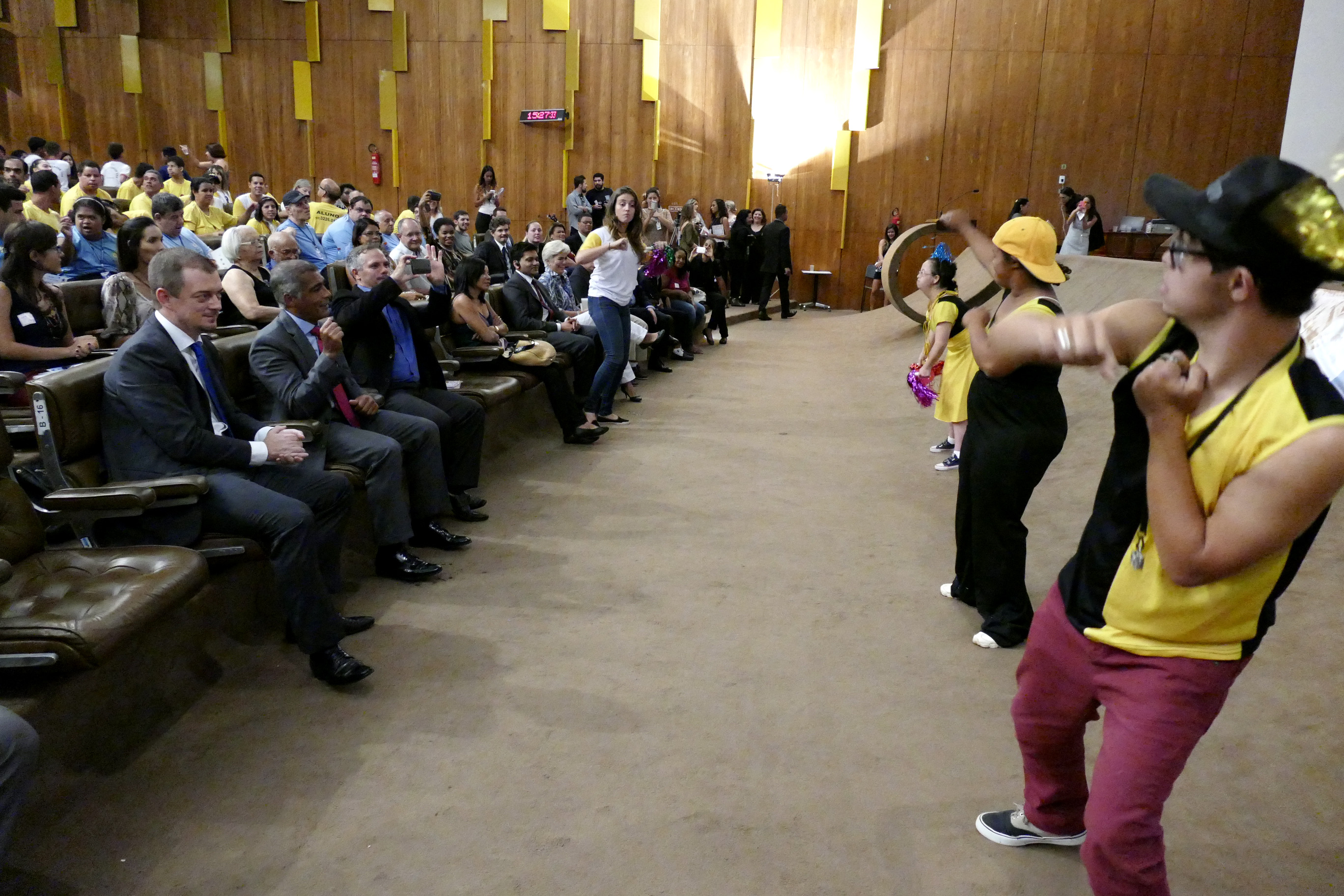
브라질에서 열린 세계 다운 증후군의 날 기념 행사

세계 다운증후군의 날(더블유디에스디)은 2006년에 시작하여, 매년 3월 21일에 열리는 날이다. 3월(그 해의 세 번째 달) 21일이 다음을 의미하기 위해 선택되었는데 그것은 다운증후군을 일으키는 21번 염색체의 세 개 복제하기(삼중 복제)라는 특징이다.